# Saison 2015-2016 de l'AC Ajaccio
Chronologie
Saison précédente Saison suivante
Cet article traite de la saison 2015-2016 de l'AC Ajaccio.
Cette saison voit le club s'engager dans trois compétitions que sont la Ligue 2, la Coupe de France et la Coupe de la Ligue.

## Matchs amicaux
| Date                     | Adversaire                 | Lieu                | Résultat | Buteurs Nancy                                     | Buteurs Adverses          | Spectateurs | Arbitre   |
| ------------------------ | -------------------------- | ------------------- | -------- | ------------------------------------------------- | ------------------------- | ----------- | --------- |
| Vendredi 10 juillet 2015 | CA Bastia                  | Stade François-Coty | 1-1      | Nouri 5e                                          | Leca 57e                  | 800         | M.Abed    |
| Vendredi 17 juillet 2015 | Toulouse FC                | Saint-Gaudens       | 0-2      |                                                   | Ben Yedder 18e, Trejo 82e | 1 200       | M. Stinat |
| Mardi 21 juillet 2015    | AC Arles Avignon           |                     | 0-1      |                                                   | Padovani                  |             |           |
| Vendredi 24 juillet 2015 | ET FC Fréjus Saint-Raphael | Saint-Raphaël       | 4-1      | Frikeche 34e, Nouri 37e, Allée 57e, Gonçalves 67e | 59e Astier                |             |           |

## Matchs

### Championnat
{{..}}

### Coupe de France
Le club , en ligue 2, prend part au 7e tour .
Parcours des Ajacciens
7e tour : Brétigny 1-2 AC Ajaccio
8e tour : AS Excelsior 0-0 (3 t.a.b 2) AC Ajaccio
32e de finale : CS Volvic 0-1 AC Ajaccio
16e de finale : AS Saint-Étienne 2-1 (a.p.) AC Ajaccio

### Coupe de la Ligue
Le club prend part au 1er tour .
1er tour : RC Lens 0-0 (2 t.a.b. 4) AC Ajaccio
2e tour : AC Ajaccio 1-2 (a.p.) Stade lavallois